# Psorodonotus fieberi
Psorodontus fiberi је врста инсекта из реда правокрилаца - Orthoptera.

## Распрострањеност
Ова врста зрикавца живи само у Србији, Бугарској и Македонији. Насељава планине изнад 800 мнв. У Србији највећи број налаза је из Предела изузетних одлика "Власина".

## Опис и станиште
Мужјаци су углавном смеђе обојени, некада смеже-љубичасти, док су женке зелене, а ретко смеђе.

## Биологија
Одрасли се јављају од јуна до септембра. Мужјаца имају изузетно интензивно оглашавање.

## Синоними
Psorodontus pancici (Brunner von Wattenwyl, 1861)